# Pierre Ramus
Pierre Ramus (właśc. Rudolf Großmann; ur. 15 kwietnia 1882 w Wiedniu, zm. 27 maja 1942 na statku w drodze do Veracruz w Meksyku) – teoretyk anarchizmu, dziennikarz, publicysta, aktywny działacz ruchów antywojennych, propagator kontroli urodzeń.

## Życie i działalność
Od 1898 aktywny w ruchu robotniczym w Nowym Jorku, tamteż w 1900 założył gazetę "Der Zeitgeist"; do 1904 współpracował z Johannem Mostem w redakcji pisma "Die Freiheit". Oskarżony o podżeganie do strajków, uciekł w 1903 do Londynu. W latach 1906–1908 wydawał "Die freie Generation", początkowo w Londynie, następnie w Berlinie oraz w latach 1910–1914 "Jahrbüch der Freien Generation". W 1907 wrócił do Wiednia gdzie rozpoczął wydawanie anarchosyndykalistycznego dwutygodnika "Wohlstand für Alle", z czasem stając się głównym animatorem ruchu anarchistycznego w Austrii. Jeszcze w tym samym roku został austriackim delegatem na Kongres Anarchistyczny w Amsterdamie.
W 1916 wziął ślub ze swą wieloletnią towarzyszką życia, rosyjską anarchistką Sophie (Sonją) Ossipowną Fridman, ze względu na jej problemy z legalnym pobytem w Austrii.
W latach I wojny światowej konsekwentnie odmawiał odbycia służby wojskowej, powołując się na swoje przekonania moralne, co przypłacił więzieniem. Zaraz po wojnie, w 1918 założył pismo anarchistyczne "Erkenntnis und Befreiung", które z czasem stało się organem prasowym założonej przez Großmana w 1920 Federacji Wolnościowych Socjalistów.
W latach międzywojennych odbył szereg podróży z wykładami propagandowymi po Niemczech, Francji, Szwajcarii i Wielkiej Brytanii. W 1938 po przyłączeniu Austrii do III Rzeszy wyemigrował do Francji, skąd po wkroczeniu Nazistów w 1940 uciekł do Maroka. 20 maja 1942 wypłynął z Casablanki do Veracruz w Meksyku, tydzień później 27 maja zmarł na statku na atak serca.
Był autorem kilkuset broszur i artykułów prasowych, wnoszących duży wkład do teorii i popularyzujących myśl anarchistyczną.
Miał dwie córki, Lilly i Erwinę.

## Poglądy społeczno-polityczne i wpływ
Jako myśliciel, publicysta i mówca bronił idei anarchizmu i antymilitaryzmu, w swojej działalności społecznej podejmował kwestię kontroli narodzin. Czerpał z Godwina, Kropotkina, Ferrera, Tołstoja czy Stirnera, samemu będąc orędownikiem anarchizmu komunistycznego i taktyki rewolucyjnego syndykalizmu. Korespondował m.in. z Kropotkinem, Emmą Goldman, Alexandrem Berkmanem, Gustavem Landauerem, czy Errico Malatestą.
W Polsce piśmiennictwo Ramusa–Großmana popularyzował krakowski anarchista Augustyn Wróblewski.

## Polskie przekłady pism Ramusa
- Pierre Ramus, Tyrania nędzy i cel anarchizmu, Zürich, [1911].
- Pierre Ramus, Bankructwo parlamentaryzmu, Kraków: nakładem "Sprawy Robotniczej", 1912.
- Pierre Ramus, Piotr Krapotkin: (żywot i dzieło), Kraków: nakładem "Sprawy Robotniczej", [1912].